# NASCAR Grand National Series 1959
Sezon 1959 w wyścigach NASCAR rozpoczął się 9 listopada 1958 a zakończył 25 października 1959. Zwyciężył Lee Petty, który zdobył 11792 punktów w klasyfikacji generalnej (zwyciężał 11-krotnie). Po raz pierwszy w historii serii NASCAR, rozegrano prestiżowy wyścig Daytona 500.

## Kalendarz i wyniki
| #  | Data            | Nazwa wyścigu              | Tor                             |                  |                  |                  |
| 1  | 9 listopada     | Wyścig 1                   | Champion Speedway               | Bob Welborn      | Glen Wood        | Buck Baker       |
| 2  | 20 lutego       | Daytona 500 Qualifier      | Daytona International Speedway  | Bob Welborn      | Fritz Wilson     | Tom Pistone      |
| 3  | 22 lutego       | Daytona 500                | Daytona International Speedway  | Lee Petty        | Johnny Beauchamp | Charley Griffith |
| 4  | 1 marca         | Wyścig 4                   | Occoneechee Speedway            | Curtis Turner    | Tom Pistone      | Bob Welborn      |
| 5  | 8 marca         | Wyścig 5                   | Concord Speedway                | Curtis Turner    | Cotton Owens     | Lee Petty        |
| 6  | 22 marca        | Wyścig 6                   | Lakewood Speedway               | Johnny Beauchamp | Buck Baker       | Tom Pistone      |
| 7  | 29 marca        | Wyścig 7                   | Wilson Speedway                 | Junior Johnson   | Curtis Turner    | Richard Petty    |
| 8  | 30 marca        | Wyścig 8                   | Bowman Gray Stadium             | Jim Reed         | Lee Petty        | Rex White        |
| 9  | 4 kwietnia      | Wyścig 9                   | Columbia Speedway               | Jack Smith       | Ned Jarrett      | Lee Petty        |
| 10 | 5 kwietnia      | Gwyn Staley 160            | North Wilkesboro Speedway       | Lee Petty        | Jack Smith       | Cotton Owens     |
| 11 | 26 kwietnia     | Wyścig 11                  | Reading Fairgrounds             | Junior Johnson   | Speedy Thompson  | Tom Pistone      |
| 12 | 2 maja          | Hickory 250                | Hickory Motor Speedway          | Junior Johnson   | Joe Weatherly    | Lee Petty        |
| 13 | 3 maja          | Virginia 500               | Martinsville Speedway           | Lee Petty        | Johnny Beauchamp | Junior Johnson   |
| 14 | 17 maja         | Wyścig 14                  | Trenton Speedway                | Tom Pistone      | Cotton Owens     | Lee Petty        |
| 15 | 22 maja         | Wyścig 15                  | Southern States Fairgrounds     | Lee Petty        | Tiny Lund        | Cotton Owens     |
| 16 | 24 maja         | Music City 200             | Music City Motorplex            | Rex White        | Junior Johnson   | Tommy Irwin      |
| 17 | 30 maja         | Wyścig 17                  | Ascot Stadium                   | Parnelli Jones   | Lloyd Dane       | Marvin Porter    |
| 18 | 5 czerwca       | Wyścig 18                  | Piedmont Interstate Fairgrounds | Jack Smith       | Joe Eubanks      | Junior Johnson   |
| 19 | 13 czerwca      | Wyścig 19                  | Greenville-Pickens Speedway     | Junior Johnson   | Roy Tyner        | Lee Petty        |
| 20 | 14 czerwca      | Wyścig 20                  | Lakewood Speedway               | Lee Petty        | Richard Petty    | Buck Baker       |
| 21 | 18 czerwca      | Wyścig 21                  | Columbia Speedway               | Lee Petty        | Tommy Irwin      | Buck Baker       |
| 22 | 20 czerwca      | Wyścig 22                  | Wilson Speedway                 | Junior Johnson   | Tom Pistone      | Glen Wood        |
| 23 | 21 czerwca      | Richmond 200               | Richmond International Raceway  | Tom Pistone      | Glen Wood        | Buck Baker       |
| 24 | 27 czerwca      | Wyścig 24                  | Bowman Gray Stadium             | Rex White        | Ken Rush         | Bob Welborn      |
| 25 | 28 czerwca      | Wyścig 25                  | Asheville-Weaverville Speedway  | Rex White        | Lee Petty        | Junior Johnson   |
| 26 | 4 lipca         | Firecracker 250            | Daytona International Speedway  | Fireball Roberts | Joe Weatherly    | Johnny Allen     |
| 27 | 21 lipca        | Wyścig 27                  | Heidelberg Raceway              | Jim Reed         | Rex White        | Lee Petty        |
| 28 | 26 lipca        | Wyścig 28                  | Southern States Fairgrounds     | Jack Smith       | Bob Welborn      | Buck Baker       |
| 29 | 1 sierpnia      | Wyścig 29                  | Rambi Raceway                   | Ned Jarrett      | Jim Paschal      | Tommy Irwin      |
| 30 | 2 sierpnia      | Wyścig 30                  | Southern States Fairgrounds     | Ned Jarrett      | Jim Paschal      | Bob Welborn      |
| 31 | 9 sierpnia      | Nashville 300              | Music City Motorplex            | Joe Lee Johnson  | Larry Frank      | Elmo Langley     |
| 32 | 16 sierpnia     | Western North Carolina 500 | Asheville-Weaverville Speedway  | Bob Welborn      | Lee Petty        | Jack Smith       |
| 33 | 21 sierpnia     | Wyścig 33                  | Bowman Gray Stadium             | Rex White        | Glen Wood        | Lee Petty        |
| 34 | 22 sierpnia     | Wyścig 34                  | Greenville-Pickens Speedway     | Buck Baker       | Cotton Owens     | Ned Jarrett      |
| 35 | 29 sierpnia     | Wyścig 35                  | Columbia Speedway               | Lee Petty        | Tiny Lund        | Fred Harb        |
| 36 | 7 września      | Southern 500               | Darlington Raceway              | Jim Reed         | Bob Burdick      | Bobby Johns      |
| 37 | 11 września     | Buddy Shuman 250           | Hickory Motor Speedway          | Lee Petty        | Buck Baker       | Rex White        |
| 38 | 13 września     | Capital City 200           | Richmond International Raceway  | Cotton Owens     | Lee Petty        | Tom Pistone      |
| 39 | 13 września     | Wyścig 39                  | California State Fairgrounds    | Eddie Gray       | Scotty Cain      | Danny Weinberg   |
| 40 | 20 września     | Wyścig 40                  | Occoneechee Speedway            | Lee Petty        | Cotton Owens     | Richard Petty    |
| 41 | 27 września     | Old Dominion 500           | Martinsville Speedway           | Rex White        | Glen Wood        | Jim Reed         |
| 42 | 11 października | Wyścig 42                  | Asheville-Weaverville Speedway  | Lee Petty        | Glen Wood        | Jack Smith       |
| 43 | 18 października | Wilkes 160                 | North Wilkesboro Speedway       | Lee Petty        | Rex White        | Richard Petty    |
| 44 | 25 października | Lee Kirby 300              | Concord Speedway                | Jack Smith       | Lee Petty        | Buck Baker       |

## Klasyfikacja końcowa – najlepsza 10
| Poz. | Kierowca        | Pkt   |
| ---- | --------------- | ----- |
|      | Lee Petty       | 11792 |
|      | Cotton Owens    | 9962  |
|      | Speedy Thompson | 7684  |
| 4    | Herman Beam     | 7396  |
| 5    | Buck Baker      | 7170  |
| 6    | Tom Pistone     | 7050  |
| 7    | L.D. Austin     | 6519  |
| 8    | Jack Smith      | 6150  |
| 9    | Jim Reed        | 5744  |
| 10   | Rex White       | 5526  |